# NATO Communications and Information Agency
Die NATO Communications and Information Agency (NCI Agency) ist eine der NATO als Kommunikations- und Informationsagentur nachgeordnete Organisation mit Sitz in Brüssel (Belgien) und Teilen in Mons, Den Haag (Niederlande) und Oeiras (Portugal).

## Geschichte

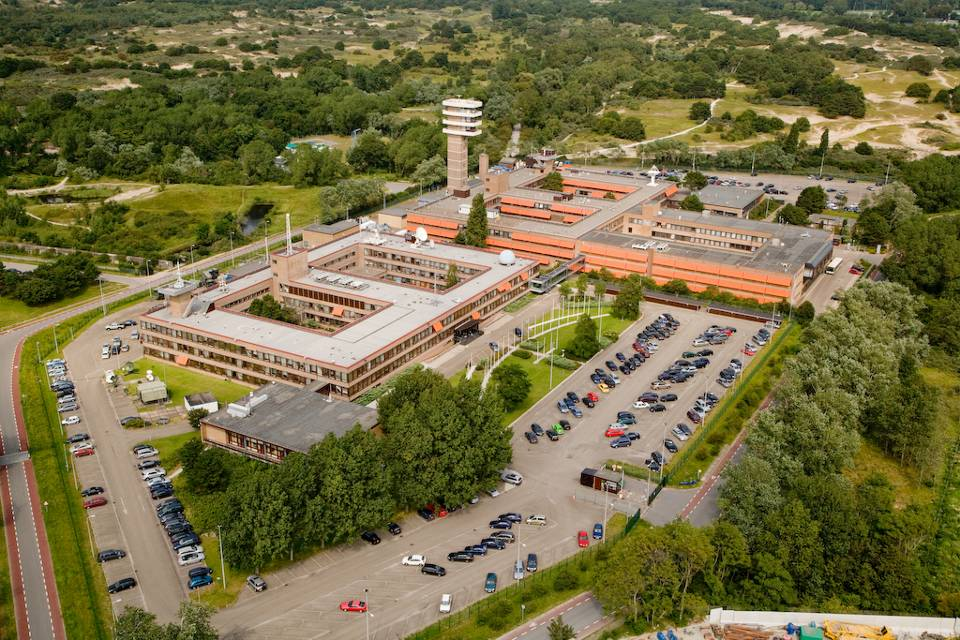
Der NATO-Komplex in Den Haag, Niederlande

Die NCI Agentur wurde am 1. Juli 2012 im Rahmen einer Reform gegründet. In ihr wurden die NATO Consultation, Command and Control Agency (NC3A), die NATO ACCS Management Agency (NACMA), die NATO Communications and Information Systems Services Agency (NCSA), das Büros für das Active Layered Theatre Ballistic Missile Defence (ALTBMD) Programm und Teile des Stabes des Information Communications and Technology Management (ICTM) im NATO-Hauptquartier zusammengefasst.
2017 teilte die NCI Agency mit, sie wolle bis 2019 ein NATO-Investitionsprogramm für Neubeschaffungen und Modernisierungsprojekte für vernetzte Datensysteme und Dienstleistungen und für den Bereich der Luft- und Raketenabwehr realisieren. Dazu sollten mit der Industrie über 40 Verträge im Gesamtwert von rund drei Milliarden Euro abgeschlossen werden. Hierzu erfolgte im April 2017 die 6. Industriekonferenz NITEC (NCI Agency Industry Conference) zusammen mit der US-amerikanischen Armed Forces Communications and Electronics Association (AFCEA) in Ottawa. Ende Mai 2017 erhielt unter anderem die deutsche Bechtle AG den Zuschlag für einen Rahmenvertrag für IT-Komponenten im Umfang von rund 45 Millionen Euro.
Am 23. Mai 2017 wurde in Oeiras in Portugal der Baubeginn der NCI Academy offiziell bekanntgegeben. Sie soll zivile und militärische NATO-Mitarbeitern in den IT- und Cyber-Systemen des Bündnisses fachlich ausbilden. Voll einsatzfähig sollte die Akademie 2019 sein. In Oeiras befand sich bis 2012 das Allied Joint Force Command Lisbon. Die NCI Academy übernimmt auch die Aufgaben der dann zu schließenden NATO CIS School Latina.

## Aufgabe
Die NCI-Agentur bündelt Kräfte der NATO und den beteiligten Mitgliedsstaaten für die Cybersicherheit und C⁴ISR der NATO. Sie ist ebenso für Cyber- und Raketenabwehr zuständig. Die Agentur unterhält hierfür rund 32 Standorte in Europa. In Deutschland gibt es sogenannte NCI Agency CIS Support Units in Bad Bergzabern, Euskirchen, im Combined Air Operations Centre in Uedem und auf der US-amerikanischen Ramstein Air Base.

## Führung
Geleitet wird die NCI Agency durch den General Manager. Von 1. Juli 2012 bis 30. Juni 2017 war dies Generalmajor Koen Gijsbers (Niederlande). Ab 1. Juli 2017 übernahm der US-Amerikaner Kevin J. Scheid. Seit 1. Juli 2021 ist Ludwig Decmps der General Manager. Chef des Stabes (OF7) ist der niederländische Generalmajor Hans Folmer. Sein Vor-Vorgänger war der deutsche Vizeadmiral Thomas Daum. Chief Operating Officer ist seit dem 1. Januar 2023 der Niederländer Wiebe Nauta. 
Zu den weiteren Direktoren gehören:
- Director Service Operations:  Timothy Murphy
- Director Acquisition:  Jennifer Upton
- Director Air and Missile Defence Command and Control (AMDC2):  Michael Stoltz
- Financial Controller:  Antoine Pailhès
- Director Service Strategy: Brian Christiansen